# Virginio Rotondi
Virginio Rotondi (Vicovaro, 22 maggio 1912 – Castel Gandolfo, 13 aprile 1990) è stato un presbitero gesuita italiano.
Fu conduttore della rubrica radiofonica Ascolta, si fa sera della Rai; fondò inoltre il 1º novembre 1950 il Movimento Oasi e il 25 marzo 1958 l'Istituto secolare "Ancilla Domini".

## Biografia
Padre Virginio Rotondi nacque a Vicovaro (RM), il 22 maggio 1912, terzogenito dei cinque figli di Mario Rotondi e Anna Pasquali.
Dopo aver frequentato le elementari a Vicovaro, studiò prima nel seminario minore di Santa Scolastica, a Subiaco, poi in quello di Magliano Sabina.  Compì gli studi superiori nel Pontificio Collegio Leoniano di Anagni (FR), diretto dal Padri Gesuiti, comprendente anche le facoltà di Filosofia e Teologia aggregate alla Pontificia Università Gregoriana.
Dopo essersi laureato a vent'anni in filosofia ad Anagni, entrò nel noviziato della Compagnia di Gesù a Galloro-Ariccia (RM), rimanendovi due anni. Proseguì gli studi a Roma, laureandosi in Teologia presso la Pontificia Università Gregoriana.
Il 13 maggio 1942 fu ordinato sacerdote, a Roma, nella chiesa di San Roberto Bellarmino. Nel 1945, sempre a Roma,  divenne Direttore dell'Apostolato della Preghiera.  Nel 1947 entrò a far parte della Compagnia di Gesù. Apprezzato per la cultura, la conoscenza della dottrina ecclesiale e le qualità oratorie, iniziò a tenere corsi di esercizi spirituali e conferenze.
Il 1º novembre 1950 fondò il Movimento Oasi, cui aderì anche il giovane Luigi Calabresi. Il 25 marzo 1958, creò l'istituto secolare "Ancilla Domini". Nel 1971 realizzò in Brasile, a São Mateus, un'opera sociale dal nome "Villaggio Nova Esperança".
Fu conduttore della rubrica radiofonica Ascolta, si fa sera della Rai, trasmissione "storica" che va in onda senza interruzioni dal 5 aprile 1970: padre Rotondi era il protagonista in particolare della seguitissima edizione domenicale.
Morì il 13 aprile 1990 presso il Centro Internazionale del Movimento Oasi dove, dal 1º novembre 1991, riposano le sue spoglie.